# Don Creech
Don Creech (* 30. Oktober 1948 in New York City) ist ein US-amerikanischer Schauspieler.
Er hat in zahlreichen Fernsehshows mitgewirkt. Bekannt ist er vor allem als Verkörperung des „bösen“ Wissenschaftslehrers Mr. Sweeney in der Nickelodeonserie Neds ultimativer Schulwahnsinn, die von 2004 bis 2007 produziert wurde.

## Filmografie
- 1994: Léon – Der Profi (Léon)
- 1996: Flirting with Disaster – Ein Unheil kommt selten allein (Flirting with Disaster)
- 1998: Three Below Zero – Drei unter Null (Three Below Zero)
- 1999: 8mm – Acht Millimeter (8MM)
- 2004–2007: Neds ultimativer Schulwahnsinn (Ned's declassified school survival guide, Fernsehserie)
- 2005: Die Insel (The Island)
- 2005: Good Night, and Good Luck
- 2008: Der seltsame Fall des Benjamin Button (The Curious Case of Benjamin Button)
- 2008: How I Met Your Mother (Fernsehserie)
- 2009: Criminal Minds (Fernsehserie)
- 2011: X-Men: Erste Entscheidung (X-Men: First Class)
- 2011: Rampart – Cop außer Kontrolle (Rampart)